# El-Olympi
Der Olympic Club, besser bekannt als El-Olympi, ist ein ägyptischer Sportverein aus Alexandria. Er ist bekannt für seine erste Herren-Fußballmannschaft, die einmal Landesmeister wurde und zahlreiche ägyptische Nationalspieler hervorgebracht hat.

## Fußball
Der Klub gründete sich 1905 unter dem Namen Red Star, ehe er sich 1924 in Olympic Club umbenannte. Im selben Jahr stellte er Teilnehmer an den Olympischen Spielen in Paris. In den 1930er Jahren erlebte der Klub seine erste Blütezeit und stand mehrfach im Endspiel um den ägyptischen Landespokal, den er 1933 (3:1-Finalerfolg über al Ahly SC) und 1934 (1:0-Endspielsieg nach Verlängerung gegen al Zamalek SC) gewann. Bei der Einführung einer Meisterschaft in der Egyptian Premier League gehörte die Mannschaft 1948 zu den Gründungsmitgliedern, platzierte sich aber zunächst vornehmlich im hinteren Tabellenviertel. In den 1960er Jahren kam es zu einer erneuten Hochzeit des Klubs, die nach mehreren Platzierungen in der Nähe der Tabellenspitze im Gewinn der Meisterschaft in der Spielzeit 1965/66 mündete. Damit war die Mannschaft für den African Cup of Champions Clubs qualifiziert, wo sie in der Austragung 1967 nach einem Erstrundenerfolg gegen al-Hilal Khartum im Viertelfinale die Segel streichen musste – aufgrund des Sechstagekriegs kam es nach einer 2:3-Hinspielniederlage bei Saint-George SA nicht mehr zum Rückspiel, so dass der Gegner kampflos ins gegen den späteren Titelträger TP Englebert verlorene Semifinale einzog. Anschließend wurde bis 1972 keine Meisterschaft mehr ausgetragen, die mögliche Goldene Ära versiegte.
El-Olympi platzierte sich nach Wiederaufnahme des Spielbetriebs hauptsächlich im mittleren und hinteren Tabellenbereich. Am Ende der Spielzeit 1984/85 stieg der Klub erstmals in die Zweitklassigkeit ab, aus der er 1987 wieder aufsteigen konnte. Nach mehreren Jahren Erstligazugehörigkeit folgte im Sommer 1996 der erneute Abstieg und mehrere Spielzeiten im unterklassigen Ligabereich. Zur Spielzeit 2006/07 gelang ebenso wie 2008/09 eine einjährige Erstliga-Rückkehr, der Klub konnte sich nicht mehr auf dem höchsten Spielniveau halten.

## Andere Sportarten
El-Olympi stellte Teilnehmer an den Olympischen Sommerspielen in verschiedenen Leichtathletikdisziplinen. Zudem liefen Handballspieler der Klubmannschaft für die ägyptische Handballnationalmannschaft bei Weltmeisterschaften und olympischen Handballturnieren auf.